# Jay-Cee Thomson
Pour les articles homonymes, voir Thomson.
Jay-Cee Thomson, né le 19 juillet 1990, est un nageur sud-africain.

## Carrière
Jay-Cee Thomson est médaillé de bronze des relais 4 x 100 mètres nage libre et 4 x 100 mètres quatre nages aux Championnats du monde juniors de natation 2006 à Rio de Janeiro.
Aux Championnats d'Afrique de natation 2010 à Casablanca, il obtient cinq médailles d'or, sur 400 mètres nage libre, sur 200 et 400 mètres quatre nages et aux relais 4 x 100 mètres nage libre et 4 x 200 mètres nage libre, ainsi qu'une médaille de bronze sur 200 mètres nage libre.